# Зимний круг

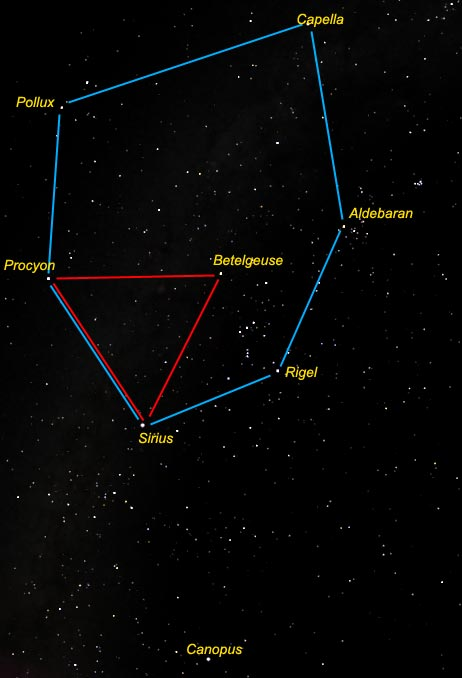
красный цвет = зимний треугольник, синий цвет = зимний круг

Зи́мний круг — сезонный астеризм в экваториальной части неба. Лучше всего виден зимой (также поздней осенью и ранней весной). Представляет собой восемь звёзд, расположенных вдоль воображаемой окружности, и девятую звезду примерно в её центре. Частично совпадает с астеризмом Зимний треугольник.
Состоит из звёзд — Сириус (α Большого Пса), Процион (α Малого Пса), Поллукс (β Близнецов), Кастор (α Близнецов), Менкалинан (β Возничего), Капелла (α Возничего), Альдебаран (α Тельца), Ригель (β Ориона) по окружности и Бетельгейзе (α Ориона) в центре.
G-астеризм — вариант астеризма. Вместо замыкания кольца от Ригеля к Альдебарану в него включается Беллатрикс (γ Ориона), а Бетельгейзе оказывается конечной точкой астеризма. В этом виде фигура астеризма представляет собой прописную латинскую букву «G».